# 假橐吾
假橐吾（学名：Ligulariopsis shichuana）为菊科假橐吾属下的一个种。